# Ligdia casta
Ligdia casta là một loài bướm đêm trong họ Geometridae.